# Маркиз де Вальдекарсана

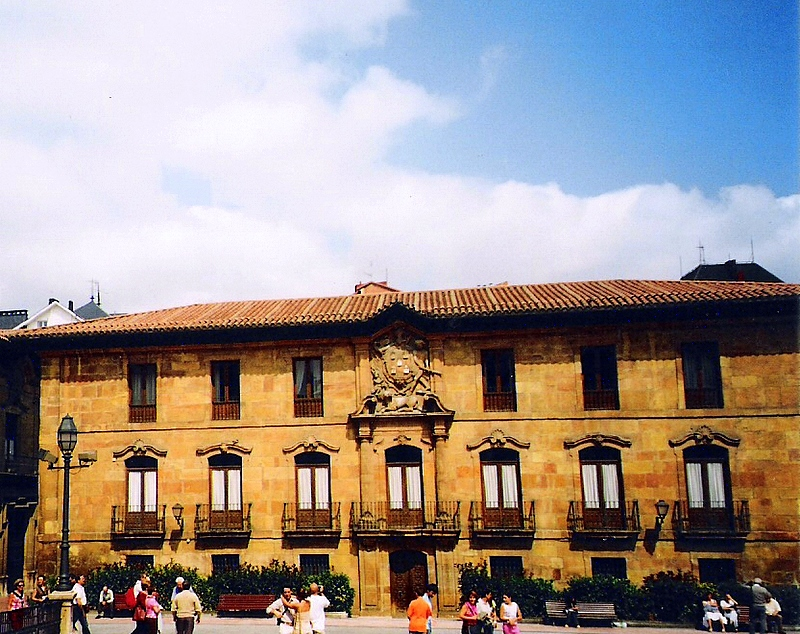
Дворец маркизов де Вальдекарсана, Овьедо, Астурия.

Маркиз де Вальдекарсана — испанский дворянский титул. Он был создан 1 июня 1639 года королем Испании Филиппом IV вместе с титулом виконта де Вильянуэва-дель-Инфантадо для Санчо Фернандеса де Миранды Понсе де Леона Пардо и Осорио, сеньора де Вальдекарсана в Астурии, кавалера Ордена Сантьяго.

## Список маркизов де Вальдекарсана
| №                                           | Титул                                                     | Период                                      |
| Креация создана королём Испании Филиппом IV | Креация создана королём Испании Филиппом IV               | Креация создана королём Испании Филиппом IV |
| ------------------------------------------- | --------------------------------------------------------- | ------------------------------------------- |
| I                                           | Санчо Фернандес де Миранда-и-Понсе де Леон Пардо-и-Осорио | 1639—1661                                   |
| II                                          | Лопе Фернандес де Миранда Понсе де Леон-и-Пардо           | 1661—1683                                   |
| III                                         | Санчо де Миранда Понсе де Леон-и-Трельес                  | 1683—1733                                   |
| IV                                          | Санчо Фернандес де Миранда Понсе де Леон                  | 1733—1758                                   |
| V                                           | Худас Тадео Фернандес де Миранда-и-Вильясис               | 1758—1810                                   |
| VI                                          | Лусия Луиза де Рохас-и-Миранда                            | 1810—1832                                   |
| VII                                         | Хуан Баутиста де Керальт-и-Букарелли                      | 1832—1873                                   |
| VIII                                        | Иполито де Керальт-и-Бернальдо де Кирос                   | 1873—1877                                   |
| IX                                          | Энрике де Керальт-и-Фернандес-Макейра                     | 1877—1933                                   |
| X                                           | Энрике де Керальт-и-Хиль-Дельгадо                         | 1933 — ?                                    |
| XI                                          | Бригида де Керальт-и-Хиль-Дельгадо                        |                                             |
| XII                                         | Фернандо де Бальмаседа-и-де Керальт                       |                                             |

## История маркизов де Вальдекарсана
- Санчо де Миранда Понсе де Леон (? — 9 октября 1661), 1-й маркиз де Вальдекарсана. Сын Диего де Миранды Понсе де Леона и Хуаны Пардо и Осорио
  - Супруга — Хуана Дуке де Эстрада и Идиакес Могика (? — 1632), дочь Фернандо Дуке де Эстрада Манрике и Петрониллы Идиакес Могики.
  - Супруга — Росенда Пардо и Ласос (Пардо и Осорио). Ему наследовал его сын от второго брака:

- Лопе Фернандес де Миранда Понсе де Леон (? — 1683), 2-й маркиз де Вальдекарсана.
  - Супруга — Хосефа де трельес и Каррильо де Альборнос (? — 1712), 2-я маркиза де Торральба, дочь Бенито Трельес Коанья и Вильямиль и Теодоры Каррильо де Альборнос. Ему наследовал его сын:

- Санчо де Миранда и Трельес (23 сентября 1671 — 9 мая 1733), 3-й маркиз де Вальдекарсана.
  - Супруга — Мария де Аточа Сааведра (1686—1747), 12-я графиня де Тахалу, дочь Мартина Доминго Нарваеса де Сааведры и Гевары, 11-го графа де Тахалу. Ему наследовал их сын:

- Санчо Фернандес де Миранда и Понсе де Леон (1707—1758), 4-й маркиз де Вальдекарсана, принц ди Боннанаро, 7-й граф де Эскаланте.
  - Супруга — Анна Каталина де Вильясис и Манрике де Лара, 8-я графиня де лас Амаюэлас, дочь Игнасио Мануэля де Вильясиса и Манрике де Лары, 4-го графа де Пеньяфлор-де-Аргамасилья, и Мануэлы де ла Куэвы и де ла Куэвы.

- Худас Тадео Фернандес де Миранда и Вильясис[исп.] (18 августа 1739 — 27 сентября 1810), 5-й маркиз де Вальдекарсана, 15-й маркиз де Каньете, 9-й маркиз де Тарасена, 5-й маркиз де Торральба, 9-й граф де лас Амаюэлас, 8-й граф де Эскаланте, 8-й граф де Вильямор.
  - Супруга — Изабелла Филиппа Реджио (? — 1797)
  - Супруга — Луиза Хоакина Эскрива де Романи.

- Лусия Луиза де Рохас и Миранда (? — 15 июля 1832), 6-я маркиза де Вальдекарсана, 16-я маркиза де Каньете, 8-я графиня де Мора. Незамужняя и бездетная.

- Хуан Баутиста де Керальт и Букарелли (8 октября 1814 — 17 апреля 1873), 7-й маркиз де Вальдекарсана, 17-й маркиз де Каньете, 9-й граф де Санта-Колома, 10-й граф де лас Амаюэлас, 7-й маркиз де Альболоте, 7-й маркиз де Бесора, 9-й маркиз де Грамоса, 10-й маркиз де Алькончель, 15-й маркиз де Лансароте, 11-й маркиз де Альбасеррада, 8-й граф де ла Куэва, 17-й граф де Сифуэнтес, 8-й граф де ла Ривера, 14-й маркиз де Тарасена, 11-й граф де Эскаланте, 17-й граф де Тахалу, 10-й граф де Вильямор. Сын Хуана Баутисты де Керальта и Сильвы, 8-го графа де Санта-Колома и 11-го маркиза де Грамоса (1786—1865), и Марии дель Пилар Букарелли Себриан Урсия и Фернандес де Миранды, 5-й маркизы де Вальеэрмосо (1789—1828).
  - Супруга — Мария Доминга Бернальдо де Кирос и Колон де Ларреатеги (1816—1884), дочь Антонио Бернальдо де Кироса и Родригеса де лос Риоса, 6-го маркиза де Монреаль, маркиза де Сантьяго, 6-го маркиза де ла Симада, и Ипполиты Колон де Ларреатеги и Бакуэдано, дочери 12-го герцога де Верагуа. Ему наследовал их сын:

- Иполито де Керальт и Бернальдо де Кирос (22 сентября 1841 — 12 июня 1877), 8-й маркиз де Вальдекарсана, 18-й маркиз де Каньете, 10-й граф де Санта-Колома, 11-й граф де лас Амаюэлас, 8-й маркиз де Бесора, 10-й маркиз де Грамоса, 11-й маркиз де Алькончель, 16-й маркиз де Лансароте, 12-й маркиз де Альбасеррада, 9-й граф де ла Куэва, 9-й граф де ла Ривера, 15-й маркиз де Тарасена, 12-й граф де Эскаланте, 18-й граф де Тахалу, 11-й граф де Вильямор.
  - Супруга — Мария Эльвира Фернандес-Макейра и Оянгурен (1845—1906), дочь Ремигио Фернандеса де Макейры и Фресии Оянгурен и Скуэлла. Ему наследовал их старший сын:

- Энрике де Керальт и Фернандес-Макейра (13 июля 1867 — 13 января 1933), 9-й маркиз де Вальдекарсана, 19-й маркиз де Каньете, 11-й граф де Санта-Колома, 12-й граф де лас Амаюэлас, 11-й маркиз де Грамоса, 12-й маркиз де Алькончель, 17-й маркиз де Лансароте, 10-й граф де ла Куэва, 10-й граф де ла Ривера, 16-й маркиз де Тарасена, 13-й граф де Эскаланте, 19-й граф де Тахалу, 12-й граф де Вильямор, 8-й маркиз де Вальеэрмосо, 11-й граф де Херена, виконт де Сертера и виконт дель Инфантадо.
  - Супруга — Мария Бригида Хиль-Дельгадо и Оласабаль (1889—1956), дочь Карлоса Антонио Валентина Хил-Дельгадо и Такона, и Марии Бригиды де Оласабаль де Кастехон, 2-й маркизы де Берна. Ему наследовал их старший сын:

- Энрике де Керальт и Хиль-Дельгадо (2 октября 1910 — 11 апреля 1992), 10-й маркиз де Вальдекарсана, 20-й маркиз де Каньете, 12-й граф де Санта-Колома, 14-й граф де лас Амаюэлас, 12-й маркиз де Грамоса, 13-й маркиз де Алькончель, 18-й маркиз де Лансароте, 11-й граф де ла Куэва, 11-й граф де ла Ривера, 14-й граф де Эскаланте, 20-й граф де Тахалу, 13-й граф де Вильямор, 9-й маркиз де Вальеэрмосо, 12-й граф де Херена.
  - Супруга — Мария Виктория де Чаварри Поведа (род. 1911), дочь Виктора де Чаварри и Андуиса, 1-го маркиза де Триано, и Марии Хосефы де Поведы и Эчагуэ. Передал титул своей сестре:

- Бригида Керальт и Хиль-Дельгадо (5 мая 1917 — 22 января 1990), 11-я маркиза де Вальдекарсана.
  - Супруг — Хосе Мария де Бальмаседа и Эчеверриа (1909—1955), сын Сезаря Бальмаседы Ортеги и Кайи Эчеверриа. Ей наследовал их сын:

- Фернандо де Бальмаседа и де Керальт (род. 18 декабря 1939), 12-й маркиз де Вальдекарсана.